# Brachymeles orientalis
Brachymeles orientalis — вид сцинкоподібних ящірок родини сцинкових (Scincidae). Ендемік Філіппін.

## Поширення і екологія
Brachymeles orientalis мешкають на островах Бохоль, Самар, Лейте, Дінагат і Каміґуїн-Сур, а також на сході острова Мінданао. Вони живуть в первинних і вторинних вологих тропічних лісах, в заболочених лісах, на плантаціях та в садах, серед пухкого ґрунту, опалого листя і гнилої деревини.